# Kirchberg (Bad Reichenhall)
Kirchberg is een gehucht in de Beierse gemeente Bad Reichenhall, in het Berchtesgadener Land. Tot 1 mei 1978 was Kirchberg een onderdeel van de voormalige gemeente Karlstein, die in Bad Reichenhall is opgegaan.
Kirchberg ligt aan de Saalach, die het dorpje van het centrum van Bad Reichenhall scheidt. Ten westen ligt de dorpskern van Karlstein.
De spoorlijn Freilassing - Berchtesgaden heeft een halte in Kirchberg, Bad Reichenhall - Kirchberg, en het gehuchtje ligt tevens aan de Bundesstraße 21 en de Staatsstraße 2101.
De waterkrachtcentrale van Bad Reichenhall bevindt zich te Kirchberg, alsmede het dalstation van de kabellift Predigtstuhlbahn.